# Noboru Takeshita
Pour les articles homonymes, voir Takeshita.
Noboru Takeshita (竹下 登, Takeshita Noboru), né le 26 février 1924 à Kakeya, dans la préfecture de Shimane et mort le 19 juin 2000 à Minato-ku, à Tokyo, est un homme d'État japonais. Il est le 46e premier ministre du Japon entre le 6 novembre 1987 et le 3 juin 1989.

## Biographie
Noboru Takeshita est né le 26 février 1924 à Kakeya, un village faisant désormais partie de la ville d'Unnan, dans la préfecture de Shimane. Son père, Yuzo Takeshita, est un brasseur de saké mais également un puissant homme politique local. Sa mère était quant à elle influencée par l'idéologie marxiste et ira jusqu'à renommer la marque principale de la brasserie familiale en 大衆 (Taishū), ce qui signifie « Les Masses » en lieu et place de 日の出 (Hinode), « L'aurore ». Il est le frère aîné de Wataru Takeshita, qui sera également membre de la Chambre des représentants.
Alors qu'il est étudiant à l'université Waseda, sa scolarité est interrompue par la Seconde Guerre mondiale. Il est alors envoyé dans le service aérien de l'Armée impériale japonaise en 1944 pour devenir un kamikaze. Alors qu'il est à la guerre, sa femme, avec qui il s'est marié un an auparavant, se suicide. Après la guerre, il reprend ses études de commerce et est diplômé en 1947. Il revient ensuite dans sa ville natale pour y enseigner l'anglais durant quatre ans, bien que le discours qu'il a tenu aux États-Unis le 14 janvier 1988 montre qu'il n'a qu'une faible maîtrise de la langue. 
Takeshita se marie avec Naoko Endo en 1946, alors qu'il est encore à l'université. Elle lui donne trois filles dont l'aînée est ensuite mariée au fils de Shin Kanemaru, un homme influent au sein du PLD.
Il meurt le 19 juin 2000 d'une insuffisance respiratoire au Kisato Institute Hospital de Tokyo.

## Carrière politique

### Les débuts
Noboru Takeshita commence sa carrière politique en 1951 en obtenant un siège à l'assemblée préfectorale de Shimane. Sept ans plus tard, il devient membre de la Chambre des représentants pour le compte du Parti libéral-démocrate. 

### La montée en puissance
En février 1985, Takeshita fonde au sein de la faction de Kakuei Tanaka son propre groupe de réflexion, Sōseikai (創政会, Sōseikai). Bien qu'il ait trahi Eisaku Satō de la même manière en 1970, Tanaka est grandement affecté par cette création. L'incertitude sur l'état de santé de Tanaka, victime d'une attaque le même mois, fait rapidement grandir le groupe de Takeshita. Fort de 43 membres à sa création, il en compte déjà six de plus en mai 1985. Au début du mois de juillet 1987 et afin de se préparer aux élections d'octobre pour désigner un successeur à Yasuhiro Nakasone à la présidence du PLD, il fonde sa propre faction. Sur les 143 membres de la faction de Tanaka, 113 rejoignent Takeshita, 13 son adversaire Susumu Nikaido tandis que ceux restant demeurent indépendants.

### En tant que Premier ministre
Après avoir reçu 299 des 498 votes de la Chambre du représentants, Takeshita est élu Premier ministre du Japon le 6 septembre 1987.

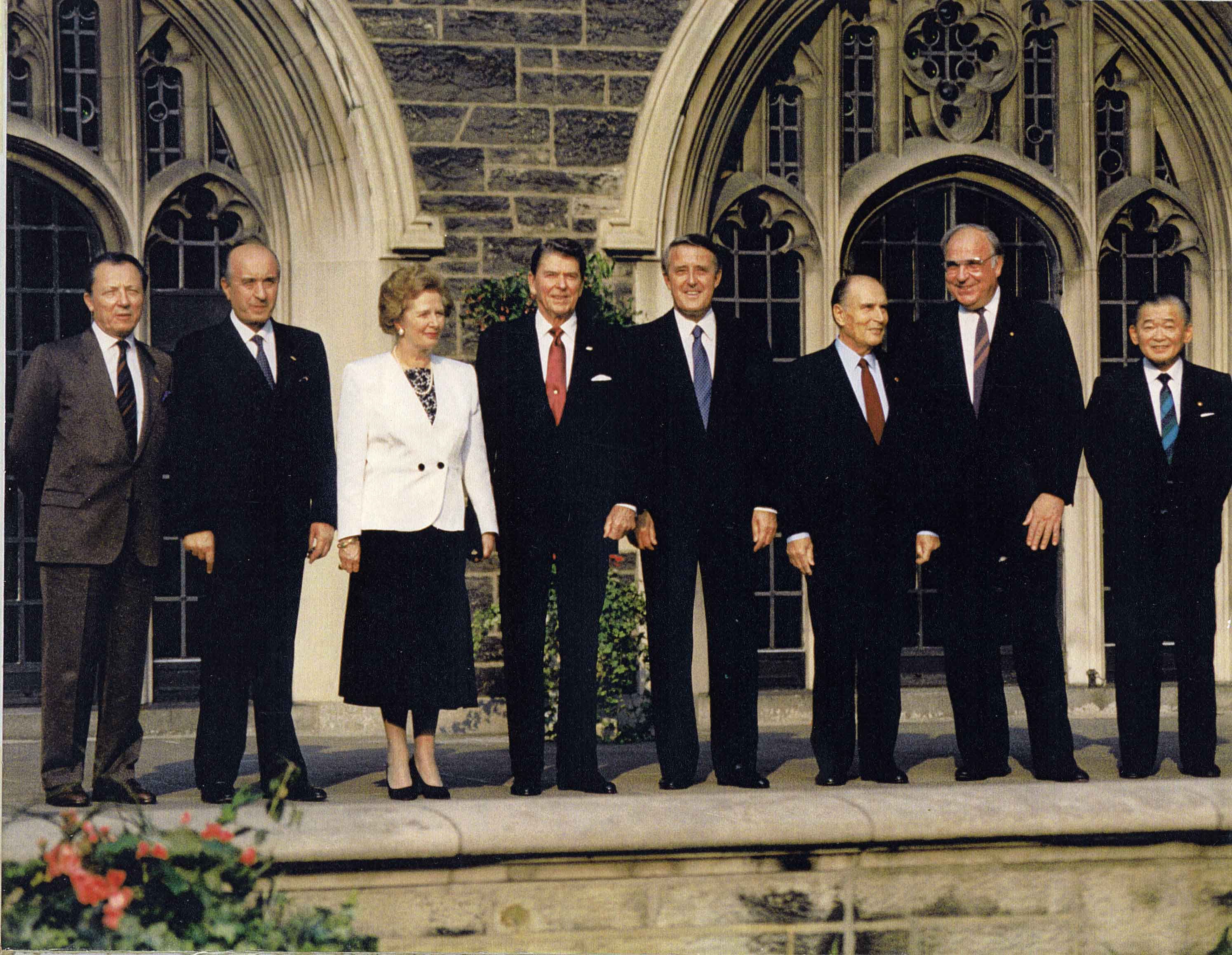
Takeshita rencontre les chefs d'État occidentaux au sommet du G7 de 1988.

Noboru Takeshita se place comme le représentant des pays de la région Asie-Pacifique. Ainsi, en décembre 1987, il se rend au 3e sommet de l'ASEAN qui se tient à Manille, aux Philippines. En février 1988, il rencontre le président nouvellement élu de la Corée du Sud, Roh Tae-woo et en juillet 1988, il visite l'Australie. Au cours du sommet du G7 qui prend place à Toronto en 1988, Takeshita met en avant la situation de la péninsule coréenne, le conflit cambodgien et l'instabilité politique aux Philippines.

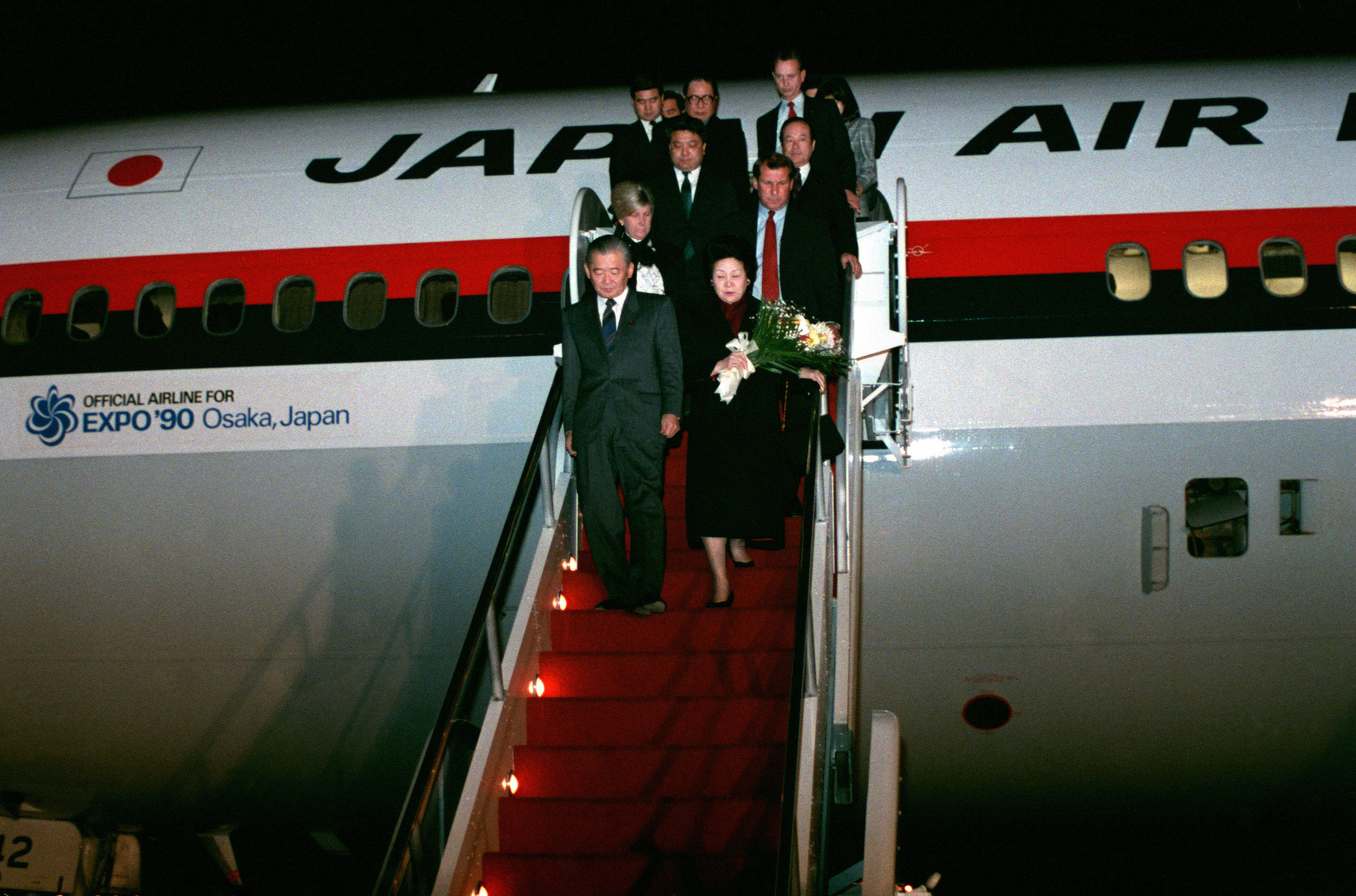
Noboru Takeshita et sa femme lors d'une visite aux États-Unis le 2 février 1989.

Le 31 mars 1989, dans le cadre de l'affaire Recruit-Cosmos, il avoue avoir touché en 1987, une somme de 151 millions de yen de la société Recruit-Cosmos, pour le compte du parti libéral-démocrate dont il était le secrétaire général.